# Thekla Brun-Lie
Thekla Charlotte Knudtzon Brun-Lie (* 2. September 1992 in Oslo) ist eine ehemalige norwegische Biathletin.

## Leben
Thekla Brun-Lie, Schwester der Skilangläuferin Celine Brun-Lie und der Kanusportlerin Agnes Brun-Lie, besuchte zunächst ein französisches Lyzeum in Oslo und schloss ihre schulische Ausbildung 2011 an der Oslo katedralskole ab. Seitdem studiert sie an der Technisch-Naturwissenschaftlichen Universität Norwegens. Sie lebt in Trondheim.

## Werdegang

### Anfänge (2010 bis 2014)
In Torsby nahm sie 2010 an ihren ersten Juniorenweltmeisterschaften teil und gewann mit Marion Rønning Huber sowie Anne-Tine Markset vor Russland und Weißrussland den Titel mit der Staffel. Im Einzel verpasste sie als Viertplatzierte knapp eine weitere Medaille, im Sprint belegte sie den 56., im Verfolger den 43. Platz. Ein Jahr später startete sie in Nové Město na Moravě, wo sie nur in zwei Rennen zum Einsatz kam. Dabei verpasste sie dieses Mal mit der Staffel als Viertplatzierte eine Medaille, gewann den Titel aber vor Jelena Badanina im Einzel. Erfolgreich verliefen auch die Juniorenweltmeisterschaften 2012 in Kontiolahti, bei denen Brun-Lie wieder in allen vier Rennen eingesetzt wurde. Mit Hilde Fenne und Marion Rønning Huber gewann sie zum zweiten Mal den Staffeltitel. Im Sprint verpasste sie einmal mehr als Viertplatzierte eine Medaille, wurde Zehnte des Verfolgungsrennens und Achte des Einzels. Ähnlich erfolgreich verliefen die Juniorenrennen der Biathlon-Europameisterschaften 2012 in Osrblie. Im Mixed-Staffelrennen gewann Brun-Lie an der Seite von Marion Rønning Huber, Johannes Thingnes Bø und Vetle Sjåstad Christiansen ihren vierten internationalen Juniorentitel. Im Einzel verpasste sie als Elfte nur um einen Rang die Top-Ten-Plätze, die sie als Siebte des Sprints und Fünfte des Verfolgungsrennens erreichte.
Zum Auftakt der Saison 2010/11 startete Brun-Lie erstmals international bei den Frauen im IBU-Cup. In Beitostølen gewann sie als 32. eines Sprints sogleich Punkte und verpasste an selber Stelle als Elfte eines weiteren Sprints nur um einen Rang eine erste Platzierung unter den besten Zehn. Es dauerte danach bis zum Beginn der Saison 2012/13, dass Brun-Lie in Idre erneut zu Einsätzen im IBU-Cup kam. In den beiden aufeinander folgenden Sprints erreichte sie mit dritten Rängen ihre ersten Podiumsplatzierungen. Zuvor gewann sie in Trondheim bei den norwegischen Meisterschaften 2012 mit Tiril Eckhoff und Fanny Horn als Vertretung der Region Oslo og Akershus die Silbermedaille im Staffelrennen.

### Erste Einsätze im Weltcup (2014 bis 2018)
Nachdem Thekla Brun-Lie bei den Rennen des IBU-Cups 2014/15 in Obertilliach in der Mixedstaffel mit Hilde Fenne, Vegard Gjermundshaug und Lars Helge Birkeland ihren ersten Sieg und auch die erste Podiumsplatzierung im IBU-Cup feiern konnte, wurde sie für die Weltcuprennen des gleichen Jahres in Nové Město na Moravě sowie in Oslo nominiert. In zwei Sprintrennen verfehlte sie mit den Plätzen 70 und 76 sowohl die Qualifikation für das Verfolgungsrennen als auch die Punkteränge deutlich. Im Winter 2015/16 folgte mit einem zweiten Platz in der Single-Mixedstaffel in Martell, gemeinsam mit Vetle Sjåstad Christiansen, eine weitere Podiumsplatzierung im IBU-Cup. Im Winter 2016/17 folgten zwei weitere Podiumsplatzierungen in einer Single-Mixedstaffel. In Otepää folgte auf einen Sieg gemeinsam mit Martin Femsteinevik ein zweiter Platz mit Kristoffer Skjelvik. In die IBU-Cup-Saison 2017/18 startete sie mit einem zweiten und einem dritten Platz in den Sprintrennen im norwegischen Sjusjøen überaus erfolgreich. Nach einem Sieg in der Single-Mixedstaffel in Lenzerheide mit Vetle Sjåstad Christiansen war sie Teil der norwegischen Weltcupmannschaft im französischen Annecy, mit einem 38. Platz im Sprintrennen gewann sie ihre ersten Weltcuppunkte. In diesem Winter wurde sie Zweite beim Einzelrennen des IBU-Cups am Arber und gemeinsam mit Christiansen Europameisterin in der Single-Mixedstaffel bei den Europameisterschaften in Ridnaun. In diesem Winter bestritt sie auch ein Rennen im Weltcup, beim Sprint im finnischen Kontiolahti erreichte sie jedoch nur einen 75. Platz.

### Weltcupsieg und Karriereende (2018 bis 2020)
Durch gute Leistungen in der Vorbereitung qualifizierte sich Thekla Brun-Lie für die ersten Rennen des Weltcups 2018/19 in Pokljuka in Slowenien. Gemeinsam mit Lars Helge Birkeland gewann sie das Auftaktrennen in der Disziplin, in der sie bisher am erfolgreichsten war. Birkeland erreichte als Schlussläufer der norwegischen Mannschaft in der Single-Mixedstaffel mit nur vier Schießfehlern 8,5 Sekunden vor Österreich und 20,4 Sekunden vor der Mannschaft der Ukraine das Ziel. In den Einzelrennen konnte sie jedoch nicht mehr an dieses Ergebnis anknüpfen, nach dem Weltcup in Oberhof im Januar 2019 nahm sie überwiegend an Rennen des zweitklassigen IBU-Cups teil, bei den Weltcuprennen in Übersee und beim Saisonfinale in Oslo verstärkte sie die norwegische Damenmannschaft. Beim Supersprint des IBU-Cups in Otepää gewann sie das Qualifikationsrennen und erreichte im Finalrennen den dritten Platz hinter Anna Weidel und Dunja Zdouc. Bei den Norwegischen Meisterschaften im März 2019 in Ål gewann sie das Verfolgungsrennen und – mit der ersten Mannschaft der Region Oslo-Akershus gemeinsam mit Tiril Eckhoff und Ingrid Landmark Tandrevold – das Staffelrennen.
In der Saison 2019/20 startete Brun-Lie nur im Weltcup und konnte einige Weltcuppunkte gewinnen. In Annecy konnte sie sich für ihren einzigen Massenstart qualifizieren, welchen sie als 18. beendete. Ihr letztes internationales Rennen war die Verfolgung in Ruhpolding, welche sie als 53. abschloss. Im August 2020 verkündete sie schließlich das Ende ihrer Karriere.

## Statistiken

### Weltcupplatzierungen
Die Tabelle zeigt alle Platzierungen (je nach Austragungsjahr einschließlich Olympische Spiele und Weltmeisterschaften).
- 1.–3. Platz: Anzahl der Podiumsplatzierungen
- Top 10: Anzahl der Platzierungen unter den ersten zehn (einschließlich Podium)
- Punkteränge: Anzahl der Platzierungen innerhalb der Punkteränge (einschließlich Podium und Top 10)
- Starts: Anzahl gelaufener Rennen in der jeweiligen Disziplin
- Staffel: inklusive Mixed- und Single-Mixed-Staffeln

| Platzierung         | Einzel | Sprint | Verfolgung | Massenstart | Staffel | Gesamt |
| ------------------- | ------ | ------ | ---------- | ----------- | ------- | ------ |
| 1. Platz            |        |        |            |             | 1       | 1      |
| 2. Platz            |        |        |            |             |         |        |
| 3. Platz            |        |        |            |             |         |        |
| Top 10              |        |        |            |             | 2       | 2      |
| Punkteränge         | 1      | 5      | 3          | 1           | 2       | 12     |
| Starts              | 3      | 11     | 7          | 1           | 2       | 24     |
| Stand: Karriereende |        |        |            |             |         |        |

### Weltcupsiege
| Nr. | Datum        | Ort      | Disziplin             |
| --- | ------------ | -------- | --------------------- |
| 1.  | 2. Dez. 2018 | Pokljuka | Single-Mixedstaffel 1 |

### Juniorenweltmeisterschaften
| Weltmeisterschaften | Weltmeisterschaften | Einzel | Sprint | Verfolgung | Staffel |
| Jahr                | Ort                 | Einzel | Sprint | Verfolgung | Staffel |
| ------------------- | ------------------- | ------ | ------ | ---------- | ------- |
| 2010                | Torsby              | 4.     | 56.    | 43.        | 1.      |
| 2011                | Nové Město          | 1.     | –      | –          | 4.      |
| 2012                | Kontiolahti         | 8.     | 4.     | 10.        | 1.      |
| 2013                | Obertilliach        | 6.     | 12.    | 16.        | 4.      |